# Compsothraupis
Compsothraupis is een geslacht van zangvogels uit de familie Thraupidae (tangaren). Het is een monotypisch geslacht:
- Compsothraupis loricata  – Roodborsttangare